# Bailiandong-Stätte
Die Bailiandong-Stätte (chinesisch 白莲洞遗址, Pinyin Báiliándòng yízhǐ) ist ein spätpaläolithischer bis neolithischer Fundort in der Stadt Liuzhou im Autonomen Gebiet Guangxi der Zhuang-Nationalität in der Volksrepublik China.
Die Bailiandong-Stätte steht seit 2006 auf der Liste der Denkmäler der Volksrepublik China (6-169).
Koordinaten: 24° 12′ 49″ N, 109° 25′ 40″ O